# Aristoteles (hố)

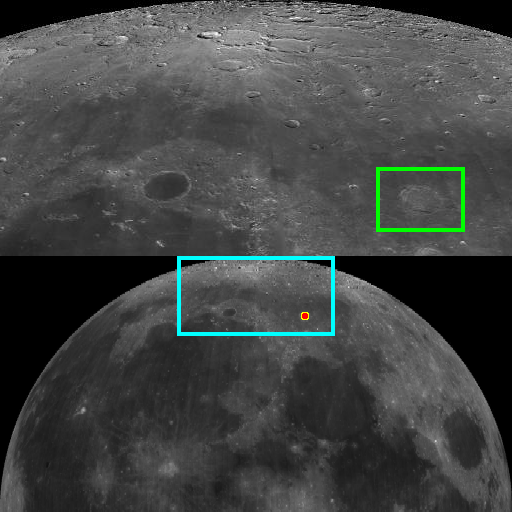
Vị trí của hố Aristoteles trên Mặt Trăng

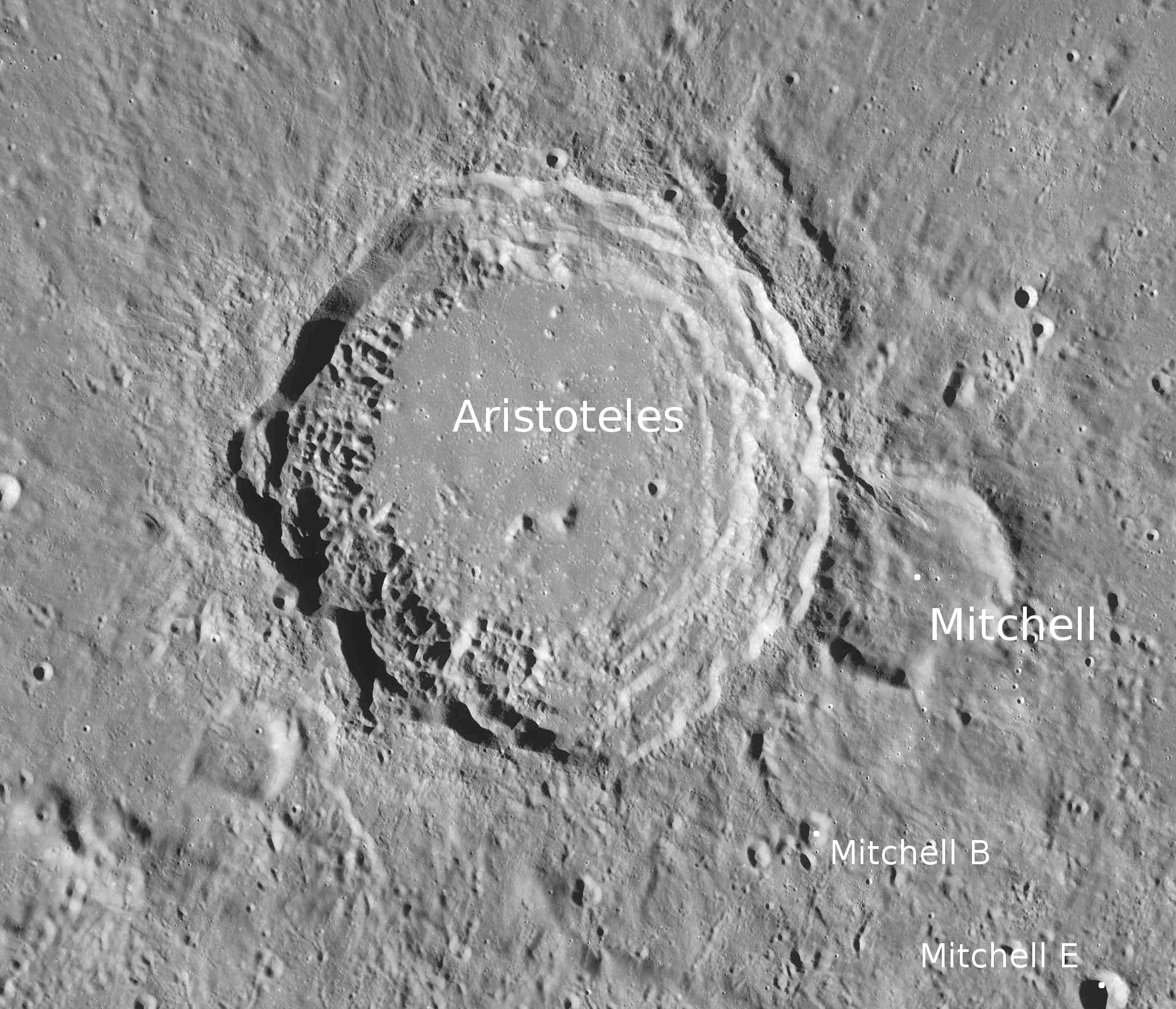
Hố Aristoteles và các hố lân cận

Aristoteles là một Hố Mặt Trăng (hố va chạm) nằm ở rìa phía nam của Mare Frigoris và phía đông của dãy núi Montes Alpes. Nó được đặt tên chính thức vào năm 1935 theo tên nhà triết học gia cổ đại Aristotle bởi Hiệp hội Thiên văn Quốc tế, bằng cách sử dụng tên dạng cổ điển của ông.
Phía nam của Aristoteles có một hố nhỏ hơn là hố Eudoxus, và hai cặp đôi này tạo ra sự khác biệt dưới ánh mắt của các nhà quan sát kính thiên văn. Những ngọn núi ở giữa hai hố có xu hướng hướng về phía tây và hợp thành một bức tường. Hố nhỏ hơn là Mitchell ở phía đông gần như bị liên kết hoàn toàn với Aristoteles. Về phía tây là hố Egede.
Các nhà quan sát thấy rằng thành miệng núi lửa của Aristoteles gần như tạo thành một hình lục giác. Bức tường ở trong rộng và được đắp cao. Lớp vỏ bên ngoài tạo thành cấu trúc bán kính của các ngọn đồi thông qua sự ảnh hưởng rộng của ejecta. Sàn của hố không được bằng phẳng và hơi nhấp nhô. Aristoteles sở hữu các đỉnh giữa nhỏ nhưng chúng bằng một cách nào đó bù lại phần phía nam.

## Hố vệ tinh
Theo quy ước, những tính chất đó được xác định trên bản đồ bằng cách đặt từng chữ cái là tâm của các hố vệ tinh gần với Aristoteles nhất.
| Aristoteles | Vĩ độ   | Kinh độ | Đường kính |
| ----------- | ------- | ------- | ---------- |
| D           | 47.5° B | 14.7° Đ | 6 km       |
| M           | 53.5° B | 27.2° Đ | 7 km       |
| N           | 52.9° B | 26.8° Đ | 5 km       |